# تپه زیویه پیر یونس
تپه زیویه پیر یونس مربوط به هزاره دوم و اوایل ۱ قبل از میلاد است و در شهرستان سقز، بخش سرا، روستای پیر یونس واقع شده و این اثر در تاریخ ۵ آذر ۱۳۸۰ با شمارهٔ ثبت ۴۴۷۲ به‌عنوان یکی از آثار ملی ایران به ثبت رسیده است.